# Bản đồ học
Bản đồ học hay Đồ bản học là khoa học nghiên cứu và phản ánh sự phân bố không gian, sự phối hợp mối liên hệ giữa các đối tượng, hiện tượng tự nhiên và xã hội trên bề mặt Trái Đất thông qua các mô hình ký hiệu, hình tượng.
Các chức năng của bản đồ như là công cụ trực quan cho các số liệu không gian. Các số liệu này thu được từ công việc đo đạc mặt đất, chụp ảnh hàng không, chụp ảnh vệ tinh và có thể lưu trữ trong cơ sở dữ liệu, từ đó nó được xử lý thành các loại bản đồ cho các mục đích khác nhau. Bản đồ biểu diễn đầy đủ nhất các đối tượng nói trên thường gọi là bản đồ địa hình. Các bản đồ chuyên đề thì thể hiện nổi bật những thông tin liên qua đến chuyên đề đó, ví dụ bản đồ hành chính, bản đồ giao thông,...
Xu hướng hiện nay trong lĩnh vực này là chuyển dần từ các phương pháp tương tự sang các phương pháp sử dụng kỹ thuật số nhằm tạo ra các bản đồ có tính động và tương tác cao. Các xử lý khi lập bản đồ dựa vào lập luận cho rằng các thực tại là khách quan và con người có thể lập ra các mô phỏng có độ chính xác cao của thực tại này bằng cách thêm vào một mức độ nhất định của việc trừu tượng hóa.
Bản đồ thông thường được lập ra bằng giấy và bút, nhưng sự ra đời và phổ biến của máy tính đã tạo ra nhiều thay đổi trong ngành này. Phần lớn các bản đồ có chất lượng thương mại ngày nay được tạo ra nhờ các phần mềm lập bản đồ. Chúng có thể là CAD, MapInfo, MicroStation, GIS hay các phần mềm lập bản đồ chuyên nghiệp nào đó.

## Lịch sử

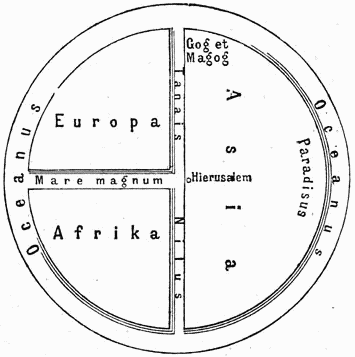
Bản đồ thế giới thời Trung cổ

Bản đồ cổ nhất thế giới mà đến nay còn biết có từ thiên niên kỷ 5 TCN . Những bản đồ cổ nhất làm nổi bật các quan hệ địa hình như sự quan hệ, sự gần kề và sự ngăn cách.

Bản sao của bản đồ năm 1602 Kunyu Wanguo Quantu của Matteo Ricci theo yêu cầu của Hoàng đế Vạn Lịch

Sự phát triển lớn trong việc lập bản đồ diễn ra khi hình học ra đời, nó đã được sử dụng lần đầu tiên ở Babylon vào khoảng thế kỷ 23 TCN. Bản đồ được khắc ở thành phố thánh thần Nippur, trong thời kỳ Kassite (thế kỷ 14 TCN – thế kỷ 12 TCN) trong lịch sử Babylon, đã được tìm thấy ở Nippur  Lưu trữ ngày 5 tháng 9 năm 2008 tại Wayback Machine. Người Ai Cập cổ đại sau này cũng sử dụng hình học để đo đạc đất đai cũng như tái đo đạc nó sau những thời kỳ ngập lụt của sông Nin do các ranh giới đã bị mất đi.
Người Hy Lạp cổ đại đã bổ sung thêm tính nghệ thuật và khoa học cho bản đồ học. Strabo (khoảng 63 TCN – khoảng 21 TCN) được coi là cha đẻ của địa lý vì ông đã viết Geographia (Địa lý), trong đó ông dẫn chứng và phê bình các công trình của những người khác (phần lớn trong số họ ngày nay chúng ta không biết do Strabo không nói đến tên của họ). Ở Miletus, Thales (khoảng 600 TCN) cho rằng Trái Đất là một chiếc đĩa bao bọc bởi nước. Anaximander cũng ở Miletus giả thiết rằng Trái Đất có hình trụ vào cùng khoảng thời gian đó. Năm 288 TCN, Aristarchus ở Samos là người đầu tiên nói rằng Mặt Trời là trung tâm vũ trụ (xem thuyết nhật tâm). Vào khoảng năm 250 TCN, Eratosthenes ở Cyrene ước tính chu vi Trái Đất trong phạm vi 15% của giá trị mà ngày nay chấp nhận.
Pythagoras ở Ionia, người tạo ra sự sùng bái toán học đã phát triển nhiều niềm tin tín ngưỡng dựa trên các số mà sau này đã trở thành nền tảng của toán học, đã là người nổi tiếng đầu tiên nói rằng Trái Đất có dạng hình cầu. Aristotle sau đó đã đưa ra nhiều luận cứ để củng cố ý tưởng này. Các luận cứ đó có thể tổng quát hóa như sau:
- Nguyệt thực luôn luôn tròn.

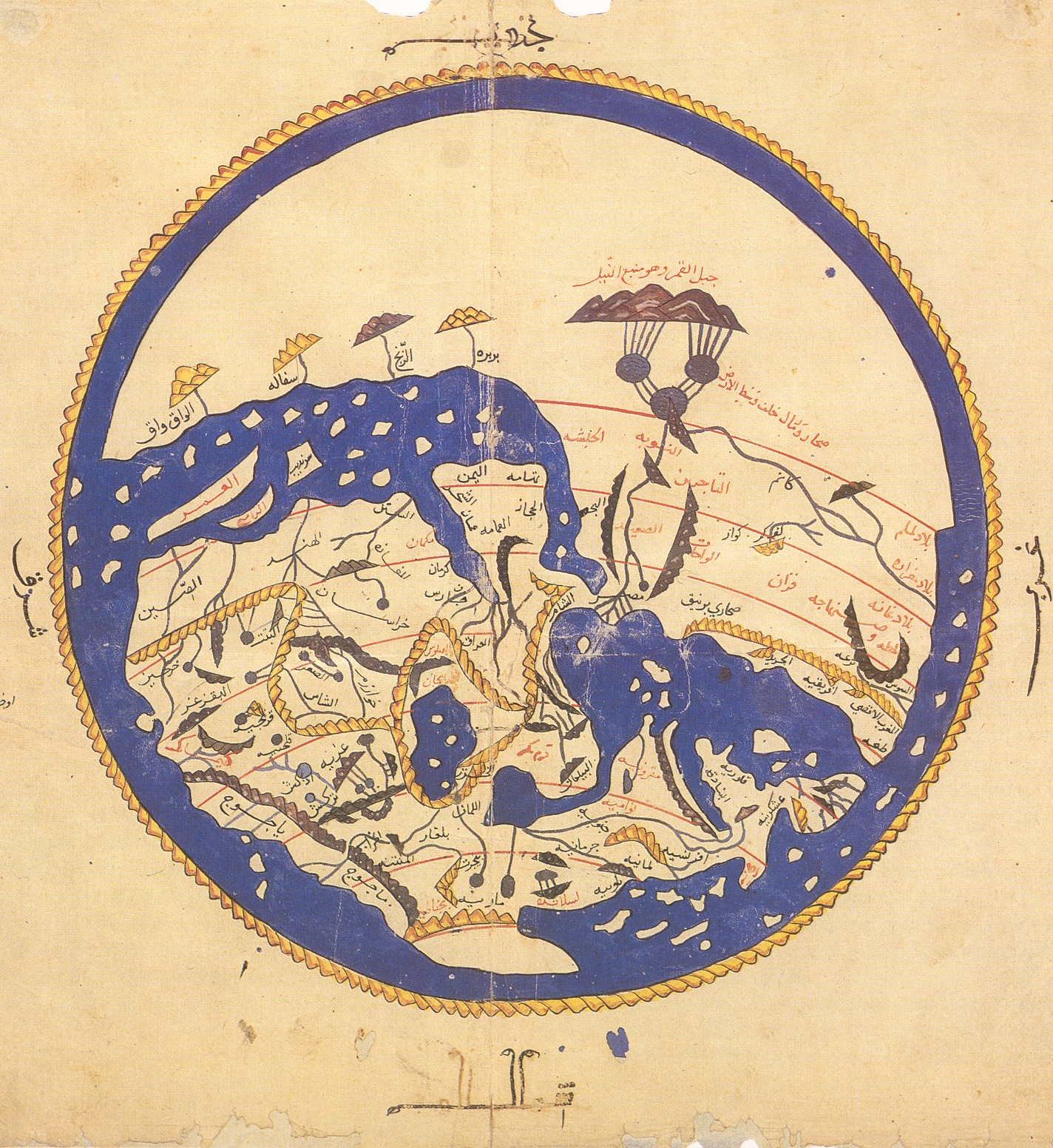
Bản đồ thế giới của Muhammad al-Idrisi năm 1154. Lưu ý rằng phương nam ở phía trên của bản đồ

- Tàu thuyền dường như là chìm xuống khi chúng di chuyển ra xa khỏi tầm quan sát và đi qua đường chân trời.
- Một số ngôi sao chỉ có thể quan sát từ những phần nào đó của Trái Đất.

Người Hy Lạp cũng phát triển khoa học về ánh xạ bản đồ, là các phương thức để thể hiện các bề mặt cong của Trái Đất lên trên mặt phẳng. Eratosthenes, Anaximander và Hipparchus được coi là đã phát triển ra hệ thống lưới của kinh độ và vĩ độ và Eratosthenes được coi là phát minh ra ánh xạ bản đồ theo hình chữ nhật đều khoảng cách vào khoảng năm 200 TCN. Claudius Ptolemy cũng phát minh ra một cách ánh xạ bản đồ bao gồm phương pháp hình nón khoảng cách đều vào khoảng năm 150 TCN.
Khoa học về bản đồ ở châu Âu đã ngủ quên trong thời Trung cổ, khi các khái niệm triết học đã đi theo hướng tôn giáo. Mặc dù lĩnh vực này có tiến bộ theo một số hướng, chẳng hạn các phát minh của Roger Bacon về ánh xạ bản đồ và sự xuất hiện của portolano và sau đó là các hải đồ cổ để phục vụ cho nhu cầu về các tuyến hàng hải của người châu Âu, nhưng đã có rất ít lực đẩy để nghiên cứu có hệ thống hay ứng dụng của bản đồ học. Phần lớn các "bản đồ" thế giới của giai đoạn này là các biểu đồ vũ trụ của những người Thiên chúa giáo không thể coi như các thể hiện địa lý chính xác. Thông thường dù là vuông hay tròn, chúng đều tuân theo kiểu của cái gọi là "bản đồ T và O", trong đó thể hiện các khu vực châu lục như các phần của đĩa tròn và được bao quanh bởi đại dương. Các bản đồ cỡ lớn cũng có xu hướng nghiêng về dạng biểu đồ do các nhu cầu địa chính nói chung được thỏa mãn bằng các mô tả của ranh giới thay vì đo đạc. Ngược lại, người Trung Hoa trong thời gian này đã sử dụng hệ tọa độ chữ nhật phù hợp với thực tế nếu được đo đạc một cách gần đúng. Người Trung Hoa đã không vẽ bản đồ thế giới vì vũ trụ quan của họ đã không cung cấp niềm tin trong việc mô tả những vùng đất xa nằm ngoài phần hiểu biết của họ. Các tác phẩm đã cho thấy các nhà triết học Trung Hoa tin rằng Trái Đất phẳng. Với một số rất ít ngoại lệ các nhà thần học, nổi tiếng nhất là Lactantius, còn đa phần các nhà triết học Thiên chúa giáo và Hồi giáo đều tán thành khái niệm của người Hy Lạp về dạng hình cầu của Trái Đất.

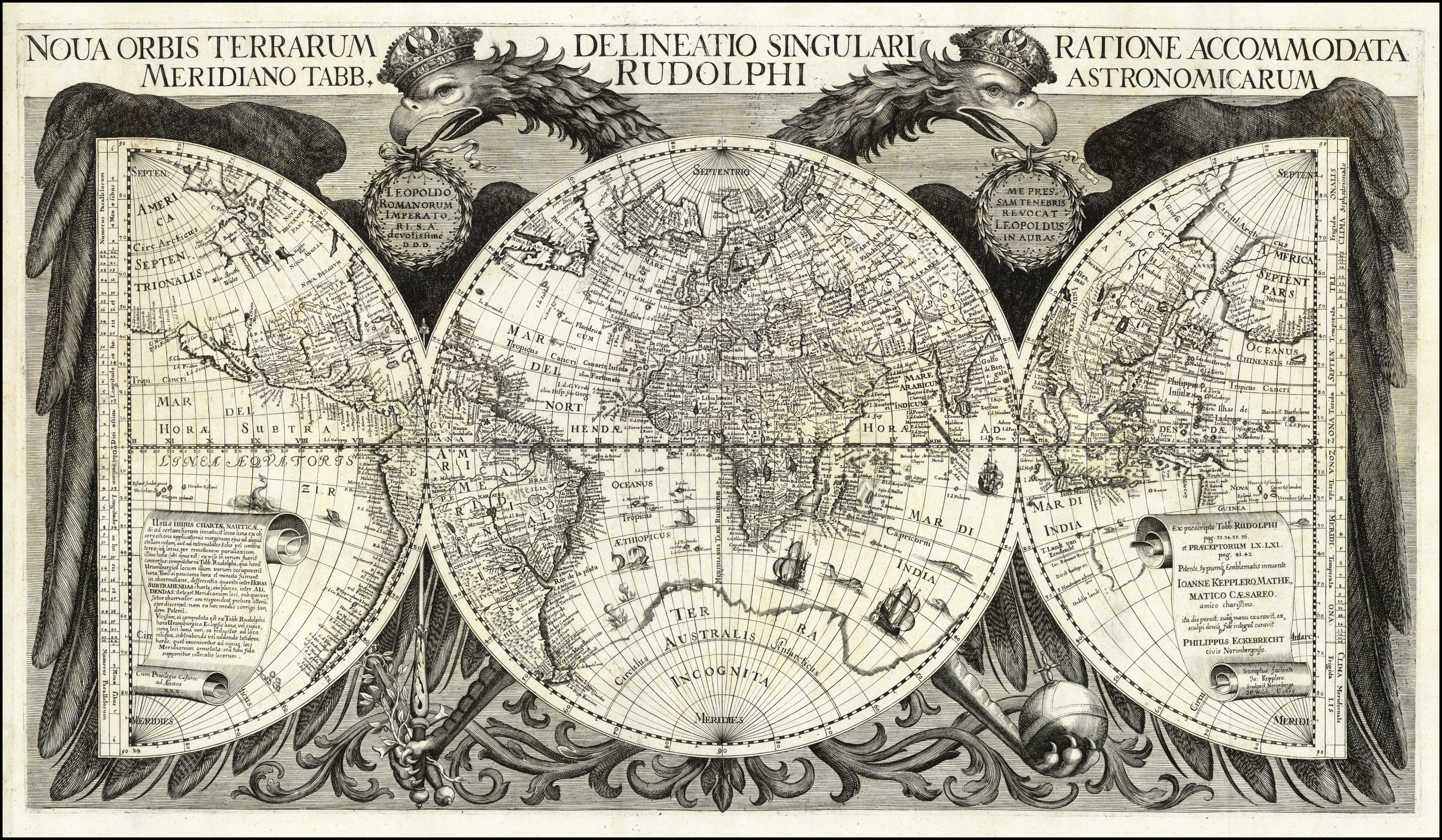
Bản đồ thế giới của Johannes Kepler

Sự phát hiện ra châu Mỹ của người châu Âu và các cố gắng sau đó nhằm kiểm soát và phân chia các vùng đất này đã đòi hỏi cần có các phương pháp lập bản đồ một cách khoa học. Xu hướng toàn cầu hóa đã bắt đầu từ thời kỳ Thám hiểm còn tiếp tục đến thời kỳ Phục hưng. Điều này cuối cùng dẫn đến thời kỳ Ánh sáng với nhu cầu về tính chính xác khoa học và mong muốn sắp xếp hệ thống thế giới đã làm cho ngành lập bản đồ phát triển hơn.

### Thay đổi công nghệ
Trong bản đồ học, công nghệ liên tục thay đổi nhằm đáp ứng nhu cầu của các thế hệ các nhà lập bản đồ và người dùng mới. Những bản đồ đầu tiên được lập thủ công bằng bút vẽ và giấy da, vì thế chất lượng của chúng rất giới hạn và đã được phổ biến hạn chế. Sự phát minh ra các thiết bị từ, chẳng hạn la bàn và sau đó một thời gian dài là các thiết bị lưu trữ bằng từ tính đã cho phép sáng tạo ra các bản đồ chính xác hơn cũng như khả năng lưu trữ và điều khiển chúng theo phương thức kỹ thuật số.
Các tiến bộ của các thiết bị cơ khí như máy in, thước đo độ và thước véc nê đã cho phép sản xuất hàng loạt các bản đồ cũng như khả năng tái bản chính xác từ các dữ liệu chính xác hơn. Công nghệ quang học như kính thiên văn, kính lục phân và các thiết bị khác sử dụng kính thiên văn đã cho phép đo đạc chính xác đất đai và tăng khả năng của các nhà lập bản đồ và các nhà hàng hải trong việc tìm kiếm vĩ độ bằng cách đo góc của sao Bắc cực vào ban đêm hay của Mặt Trời vào ban ngày.
Các tiến bộ trong công nghệ quang hóa, chẳng hạn in thạch bản và nhiếp ảnh đã cho phép tạo ra các bản đồ có các chi tiết cụ thể tốt và không bị bóp méo về hình dạng cũng như khả năng chống ẩm mốc và hao mòn. Điều này cũng loại bỏ nhu cầu khắc đá (gỗ) và nó rút ngắn thời gian để tái tạo bản đồ.
Vào giữa và cuối thế kỷ 20 các tiến bộ trong công nghệ điện tử đã dẫn đến một cuộc cách mạng mới trong ngành bản đồ học. Các thiết bị phần cứng máy tính như màn hình, máy vẽ đồ thị, máy in, máy quét và máy vẽ đồ thị phân tích lập thể cùng với sự ảo hóa, công nghệ xử lý ảnh, phân tích không gian và các phần mềm cơ sở dữ liệu đã mở rộng một cách đáng kể việc lập bản đồ. Xem thêm đồ họa trường quét kỹ thuật số.

## Các loại bản đồ

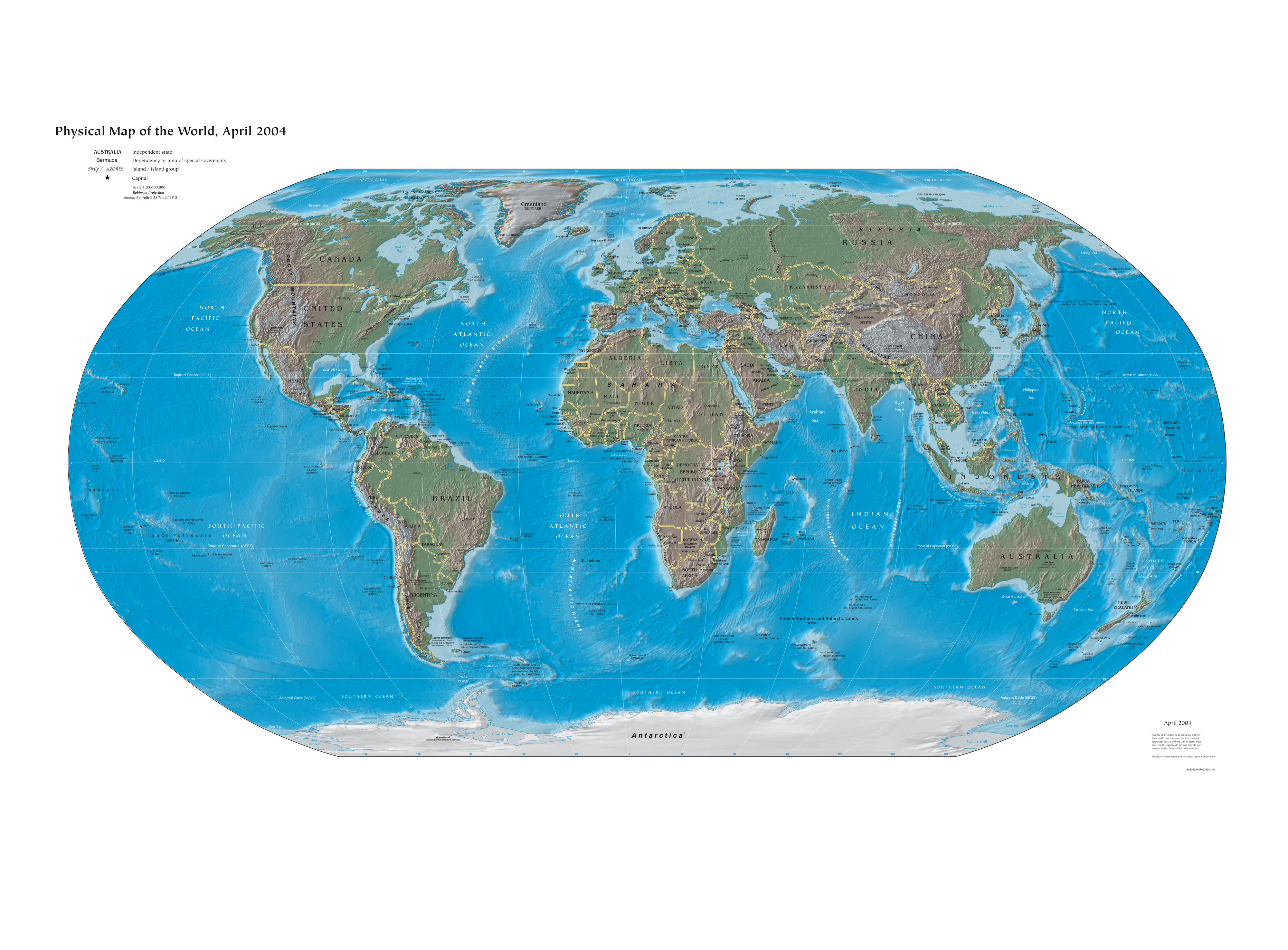
Bản đồ thế giới năm 2004

Các lĩnh vực của bản đồ học có thể chia ra làm hai phạm trù chung: bản đồ học đại cương và bản đồ học theo chủ đề.
Bản đồ học đại cương bao gồm việc lập các bản đồ cho đa số quần chúng và vì thế nó bao gồm nhiều loại đặc điểm. Các bản đồ đại cương chứa nhiều chỉ dẫn và các hệ thống khu vực, thông thường chúng được sản xuất hàng loạt. Ví dụ bản đồ địa hình tỷ lệ xích 1:24.000 của Cục Khảo sát Địa chất Hoa Kỳ (USGS) là tiêu chuẩn khi so với bản đồ Canada tỷ lệ xích 1:50.000.
Bản đồ địa hình chủ yếu liên quan tới địa hình của khu vực và nó thông thường khác với các bản đồ khác do sử dụng nhiều đường đồng mức để thể hiện độ cao của bề mặt Trái Đất.
Bản đồ tô pô là một loại rất sơ sài của bản đồ, là loại mà người ta có thể vẽ phác thảo trên giấy hay khăn ăn. Ví dụ bản đồ các tuyến xe buýt ở một thành phố.
Bản đồ học theo chủ đề tạo ra các loại bản đồ theo một chủ đề địa lý cụ thể nào đó nhằm vào các đối tượng khách hàng đặc biệt. Các ví dụ cụ thể là bản đồ chứa các chấm chỉ ra năng lực sản xuất ngô ở các vùng của một quốc gia hay bản đồ tô màu theo mẫu để chỉ ra mật độ tập trung của dân số ở một quốc gia nào đó theo từng khu vực v.v. Do khối lượng các dữ liệu địa lý đã bùng nổ trong những thập niên gần đây, bản đồ học theo chủ đề đã ngày càng trở lên quan trọng, hữu ích và cần thiết hơn để diễn giải các dữ liệu văn hóa-xã hội theo không gian.

## Đặt tên

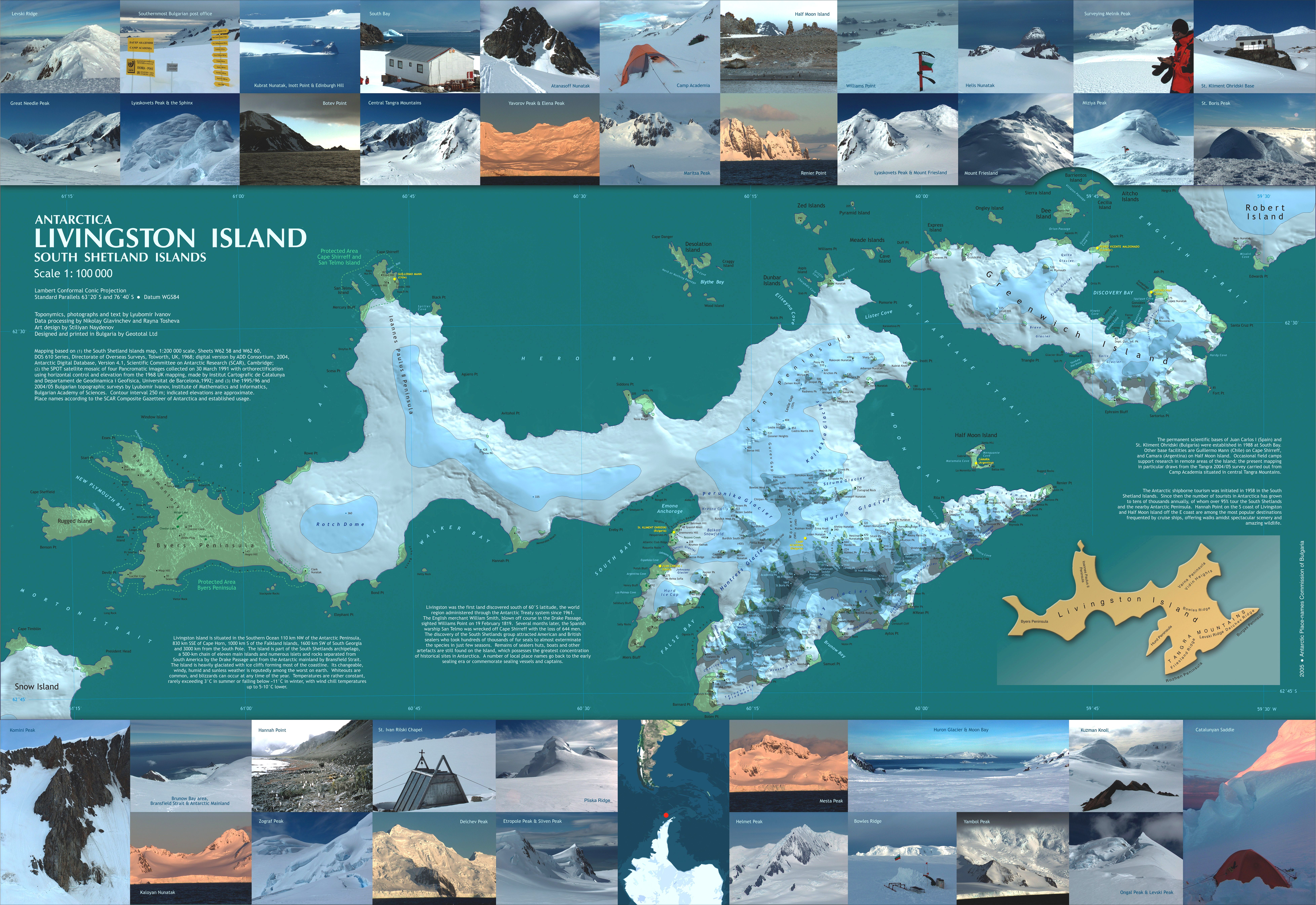
Bản đồ giải thích

Có một số cách để đặt tên khu vực trên bản đồ. Các nhà thám hiểm đầu tiên đặt tên chúng theo một số cách thức — theo tên của họ, tên gọi của người địa phương hay tên gọi của người cai trị vùng đất ấy. Các điểm đặc trưng cũng được đặt tên theo vẻ bề ngoài, khí hậu khu vực, các sự việc diễn ra gần đó và vị trí. Nhiều khu vực ở ven biển của Brasil đã được các nhà thám hiểm Bồ Đào Nha đặt tên trong những năm đầu thế kỷ 16 theo tên thánh của ngày phát hiện (theo lịch Thiên chúa giáo), vì thế thời gian thám hiểm của họ có thể phục hồi lại theo danh sách các tên đã đặt.
Các nhà vẽ bản đồ cũng mượn tên địa phương, đôi khi là bằng cách dịch các dạng chữ viết sang các ký tự Latin, nhưng phần lớn là bằng cách phiên âm. Thông thường nhà thám hiểm sẽ hỏi người dân địa phương gần nhất, chỉ tay tới vùng đất cần hỏi tên và nhắc lại rất to cái mà người dân địa phương đã nói và sau đó ghi lại như đó là tên của vùng đất ấy. Bán đảo Yucatán đã được đặt tên theo cách này, giống như tên gọi của Nome, Alaska.